# Gjur
Gjur (zapisan tudi Gyor in Györ, madžarsko Győr, nemško Raab, slovaško Ráb, zastarelo slovensko Jura), je z okoli 130.000 prebivalci šesto največje mesto na Madžarskem in sedež Županije Győr-Moson-Sopron (poslovenjeno Gjur–Mošon–Šopron) ter istoimenske rimskokatoliške škofije, ustanovljene leta 1009 kot sufragan ostrogonske metropolije in ki je pred ustanovitvijo škofije v Sombotelu leta 1777 vključevala tudi severozahodni del slovenskega Prekmurja (Belmurski arhidiakonat).
Gjur leži ob reki Rabi, na mestu, kjer se ta izliva v Mosonsko Donavo, rokav Donave z madžarskim imenom Mosoni-Duna.
Tu se nahaja Mednarodno letališče Győr-Pér in Stadion ETO (20.000 mest), sedež Győr ETO FC.